# Premier League 2024-2025 (Cambogia)
La Premier League cambogiana 2024-2025 è stata la 38ª edizione della massima competizione nazionale per club della Cambogia. Il campionato è iniziato il 10 agosto 2024 ed è terminato il 18 maggio 2025.
La squadra campione in carica era lo Svay Rieng, che si è riconfermato vincendo il suo quarto titolo nazionale.

## Stagione

### Novità
Dalla scorsa edizione non ci sono state retrocessioni, ma il Prey Veng ha cessato le attività e non si è iscritto al campionato. Dalla Cambodia Second League sono state promosse Life Sihanoukville e National Police, allargando il numero di squadre partecipanti a 11.

### Formula
Le 11 squadre partecipante giocano un doppio girone all'italiana con gare di andata, ritorno e andata, per un totale di 40 giornate. Al termine della stagione regolare, le prime 6 classificate si qualificano per il girone scudetto, che con partite di andata e ritorno (per un totale di 10 ulteriori giornate) decreta la squadra campione della Cambogia, che ottiene anche la qualificazione per la AFC Challenge League 2024-2025.
Non sono previste retrocessioni.

## Squadre
| Squadra               | Città         | Stagione precedente    |
| --------------------- | ------------- | ---------------------- |
| Angkor Tiger          | Siem Reap     | 10° in Premier League  |
| Boeung Ket            | Phnom Penh    | 4° in Premier League   |
| ISI Dangkor Senchey   | Phnom Penh    | 6° in Premier League   |
| Kirivong Sok Sen Chey | Takéo         | 9° in Premier League   |
| Life Sihanoukville    | Sihanoukville | Cambodia Second League |
| Nagaworld             | Kampong Speu  | 7° in Premier League   |
| National Police       | Phnom Penh    | Cambodia Second League |
| Phnom Penh Crown      | Phnom Penh    | 2° in Premier League   |
| Svay Rieng            | Svay Rieng    | Campione di Cambogia   |
| Tiffy Army            | Phnom Penh    | 5° in Premier League   |
| Visakha               | Phnom Penh    | 3° in Premier League   |

## Classifica
|  | Pos. | Squadra               | Pt | G  | V  | N | P  | GF | GS | DR  |
|  | ---- | --------------------- | -- | -- | -- | - | -- | -- | -- | --- |
|  | 1.   | Svay Rieng            | 52 | 20 | 17 | 1 | 2  | 66 | 14 | +52 |
|  | 2.   | Phnom Penh Crown      | 51 | 20 | 16 | 3 | 1  | 66 | 22 | +44 |
|  | 3.   | Visakha               | 44 | 20 | 14 | 2 | 4  | 51 | 20 | +31 |
|  | 4.   | Angkor Tiger          | 37 | 20 | 11 | 4 | 5  | 40 | 23 | +17 |
|  | 5.   | Nagaworld             | 36 | 20 | 11 | 3 | 6  | 35 | 28 | +7  |
|  | 6.   | Boeung Ket            | 30 | 20 | 9  | 3 | 8  | 51 | 31 | +20 |
|  | 7.   | ISI Dangkor Senchey   | 24 | 20 | 7  | 3 | 10 | 31 | 45 | -14 |
|  | 8.   | National Police       | 19 | 20 | 5  | 4 | 11 | 31 | 46 | -15 |
|  | 9.   | Life Sihanoukville    | 10 | 20 | 2  | 4 | 14 | 17 | 53 | -36 |
|  | 10.  | Kirivong Sok Sen Chey | 6  | 20 | 1  | 3 | 16 | 17 | 68 | -51 |
|  | 11.  | Tiffy Army            | 5  | 20 | 1  | 2 | 17 | 17 | 72 | -55 |

Legenda:
      Ammesse alla Poule scudetto
Note:
Regolamento:
Tre punti a vittoria, uno a pareggio, zero a sconfitta.
In caso di arrivo di due o più squadre a pari punti, la graduatoria verrà stilata secondo la classifica avulsa tra le squadre interessate che prevede, in ordine, i seguenti criteri:
- Punti generali
- Differenza reti generale
- Reti realizzate in generale
- Partite vinte in generale
- Partite vinte in trasferta
- Punti negli scontri diretti
- Differenza reti negli scontri diretti
- Differenza reti generale
- Sorteggio

### Poule scudetto
|                     | Pos. | Squadra          | Pt | G  | V  | N | P  | GF | GS | DR  |
| ------------------- | ---- | ---------------- | -- | -- | -- | - | -- | -- | -- | --- |
| Cambogia (bandiera) | 1.   | Svay Rieng       | 76 | 30 | 25 | 1 | 4  | 91 | 25 | +66 |
|                     | 2.   | Phnom Penh Crown | 72 | 30 | 23 | 3 | 4  | 92 | 37 | +55 |
|                     | 3.   | Visakha          | 65 | 30 | 21 | 2 | 7  | 67 | 32 | +35 |
|                     | 4.   | Boeung Ket       | 43 | 30 | 13 | 4 | 13 | 66 | 48 | +18 |
|                     | 5.   | Nagaworld        | 43 | 30 | 13 | 4 | 13 | 41 | 44 | -3  |
|                     | 6.   | Angkor Tiger     | 40 | 30 | 12 | 4 | 14 | 53 | 53 | 0   |

Legenda:

      Campione della Cambogia e ammessa alla AFC Challenge League

Note:
Tre punti a vittoria, uno a pareggio, zero a sconfitta.